# Repeat After Me
Repeat After Me è un programma della Apple Computer creato per incrementare le performance dei loro programmi di sintesi vocale. Permette agli sviluppatori di testare la capacità del traduttore fonetico e quindi di implementare le capacità di quest'ultimo.
Repeat After Me fa parte del kit di sviluppo Apple Developer Tools e si trova al path /Developer/Applications/Utilities/Speech/Repeat After Me.app.